# Can Pujol (Falset)
Can Pujol és una obra de Falset (Priorat) inclosa a l'Inventari del Patrimoni Arquitectònic de Catalunya.

## Descripció
Edifici de planta rectangular, bastit de carreu i maçoneria, arrebossats i pintats, de planta baixa, dos pisos i golfes i cobert per teulada a dos vessants. A la planta baixa s'obren la porta, d'una derna i portella, i dues finestres amb gelosia de ferro forjat, tres balcons de ferro forjat a cada pis i tres balconets a les golfes. La porta, amb llinda de pedra i la data a la clau, dona accés a una entrada amb escala, porta d'estable, premsa de vi i accés al trull. La porta, elements no habituals conserva salvarodes a les vores.

## Història
Característic edifici de la segona meitat del segle xix, presenta la particularitat de ser dels primers destinats a diferents habitatges.